# Martín Gaitán
Martín Gaitán (Paraná, 15 giugno 1978) è un ex rugbista a 15 e allenatore di rugby a 15 argentino; tre quarti centro, si ritirò prematuramente dall'attività agonistica nel 2007 a causa di un problema cardiaco; dal 2018 fa parte dello staff tecnico della Nazionale argentina.

## Biografia
Martín Gaitán crebbe nel Club Atlético de San Isidro (CASI), con cui debuttò nel campionato provinciale URBA; divenne internazionale per i Pumas nel corso del Sudamericano 1998, a Buenos Aires contro l'Uruguay.
Fino al 2003, anno in cui prese parte alla sua prima Coppa del Mondo, rimase dilettante; dopo la manifestazione iniziò la militanza nei francesi del Biarritz, con i quali Gaitán vinse due titoli di campione nazionale consecutivi, nel 2005 e nel 2006, e giunse fino alla finale di Heineken Cup 2005-06, persa 19-23 contro gli irlandesi del Munster.
Il 19 agosto 2007, al termine di un test match contro il Galles in preparazione all'imminente Coppa del Mondo, Gaitán ebbe un malore cardiaco: gli fu prontamente diagnosticata una disfunzione consistente in una parziale dissezione di un'arteria del ventricolo, e fu sottoposto a immediato intervento chirurgico nella clinica universitaria di Cardiff, dove gli fu applicato uno stent; già due giorni dopo fu dichiarato fuori pericolo, anche se non poté essere disponibile per la Coppa del Mondo e, anzi, vide messo in forse anche il prosieguo dell'attività agonistica.
Il 22 agosto il C.T. argentino Marcelo Loffreda convocò quindi Hernán Senillosa come sostituto; la carriera sportiva di Gaitán terminò di fatto con l'incontro con il Galles; divenuto allenatore dopo il ritiro forzato, dal 2008 al 2010 diresse la squadra riserve del Biarritz e, dal 2012, è nello staff di assistenti del C.T. dei Pumas Santiago Phelan.

## Palmarès
- Campionati sudamericani: 2
Argentina: 1998, 2002
- Campionati francesi: 2
Biarritz: 2004-05, 2005-06